# 文江镇 (大田县)
文江镇，原为文江乡，是中国福建省三明市大田县下辖的一个乡。2018年撤乡设镇。区划代码改为350425110。

## 行政区划
文江镇共辖20个行政村，分别是：
文江村、大中村、民主村、大文村、小文村、典坑村、朱坂村、琼口村、白沙村、大安村、桥下村、龙门村、光明村、后洋村、温厝村、花桥村、小芹村、山芹村、昭文村和联盟村。